# Julia Schneider (Fußballspielerin)
Julia Schneider (* 3. Februar 1995) ist eine deutsche Fußballspielerin, die für den SC Sand spielt.

## Karriere

### Vereine
Schneider begann ihre fußballerische Karriere im Jahr 1999 beim ASV Bildechigen, für den sie zehn Jahre spielte, ehe 2009 der Wechsel in die Jugendabteilung des VfL Sindelfingen folgte. 2011 wurde sie mit den B-Juniorinnen nach einer 2:3-Finalniederlage gegen Turbine Potsdam deutsche Vizemeisterin.
Ihr Debüt für Sindelfingens erste Mannschaft gab Schneider am ersten Spieltag der Saison 2011/12 in der 2. Fußball-Bundesliga. Insgesamt kam sie in ihrer Debütsaison auf 19 Einsätze und erzielte dabei am 23. Oktober 2011 gegen Borussia Mönchengladbach ihr erstes Tor für Sindelfingen. Am Ende der Spielzeit wurde sie mit dem VfL Meister der Südstaffel der 2. Liga und stieg in die Frauen-Bundesliga auf.
Zur Saison 2014/15 wechselte Schneider zum Bundesligaaufsteiger SC Sand.

### Nationalmannschaft
Im Jahr 2010 wurde Schneider von Bundestrainerin Bettina Wiegmann in zwei Freundschaftsspielen der deutschen U-15-Juniorinnen eingesetzt.

## Erfolge
- 2011/12: Zweitligameisterschaft und Aufstieg in die Frauen-Bundesliga mit dem VfL Sindelfingen
- 2010/11: Deutsche Vizemeisterin mit den B-Juniorinnen des VfL Sindelfingen